# IC 2082
IC 2082 је елиптична галаксија у сазвјежђу Златна риба која се налази на листи објеката дубоког неба у Индекс каталогу.
Деклинација објекта је - 53° 49' 40" а ректасцензија 4h 29m 7,8s. Привидна величина (магнитуда) објекта IC 2082 износи 13,2 а фотографска магнитуда 14,2. IC 2082 је још познат и под ознакама ESO 157-35, AM 0427-535, DRCG 47-45, double system, PGC 15239.